# Fa Tsuan Wang
Fa Tsuan Wang, né en 1899 et mort en 1985, est un botaniste chinois, qui entretenait d'intenses contacts scientifiques avec les Jardins botaniques royaux de Kew.

## Quelques publications
- Contributions à la connaissance des orchidacées d'Asie orientale II. Tang Tsin, Wang Fa-Tsuan, Acta Phytotaxonomica Sinica 1951 1 (1): 23-102. Bureau de rédaction, J. of Systematics and Evolution, Institute of Botany, CAS, Xiangshan, Beijing, Chine
- Notes sur les liliacées chinoises X. Wang Fa-Tsuan, Tang Tsin, Acta Phytotaxonomica Sinica 1951 1 (1): 119-120. Bureau de rédaction, J. of Systematics and Evolution, Institute of Botany, CAS, Xiangshan, Beijing, Chine
- Deux nouvelles plantes utiles de Chin-fu Shan, sud du Szechuan. Wang Fa-Tsuan, Tang Tsin, Acta Phytotaxonomica Sinica 1951 1 (1): 127-128 The Editorial Office, J. of Systematics and Evolution, Institute of Botany, CAS, Xiangshan, Peking, China
- Deux nouveaux carex de Hopei. Wang Fa-Tsuan, Tang Tsin, Acta Phytotaxonomica Sinica 1951 1 (1): 133-134 The Editorial Office, J. of Systematics and Evolution, Institute of Botany, CAS, Xiangshan, Peking, China

### Livres
- fa-tsuan Wang, chanter-chi Chen, ching-yu Chang, lun-kai Dai, chanté-yun Liang, yen-chen Tang, liang Liou, kai-yung Lang . 1978 . Flora reipublicae popularis Sinicae delectis Flora reipublicae popularis Sinicae agendae academiae Sinicae éditions: Tom 15. Angiospermes. Monocotyledoneae. Liliacées (2) . Vol.15 de Flora reipublicae popularis Sinicae. Ed. Institutum Botanicum Academiae. 280 pp.